# Jessey Voorn
Jessey Voorn (Amsterdam, 17 marzo 1990) è un ex cestista olandese.

## Palmarès
- Campionato olandese: 3

Amsterdam: 2007-08, 2008-09
Donar Groningen: 2013-14
- Coppa d'Olanda: 1

Donar Groningen: 2014